# Comté de Burke (Dakota du Nord)
Pour les articles homonymes, voir Comté de Burke.
Le comté de Burke est l'un des comtés du Dakota du Nord, aux États-Unis. Le comté est nommé en l’honneur de John Burke, le dixième gouverneur du Dakota du Nord.

## Origines ancestrales
Les habitants du comté se déclarent comme ètant principalement d'origine:
 Allemande: 39,7 %
 Norvégienne: 36 %
 Suédoise: 10,4 %
 Irlandaise: 9 %
 Polonaise: 5,3 %
 Anglaise: 5 %
 Danoise: 4,4 %
 Mexicane: 2,6 %
 Américaine: 2,3 %

## Démographie
| 1910  | 1920  | 1930  | 1940  | 1950  | 1960  |
| ----- | ----- | ----- | ----- | ----- | ----- |
| 9 064 | 9 511 | 9 998 | 7 653 | 6 621 | 5 886 |

| 1970  | 1980  | 1990  | 2000  | 2010  | - |
| ----- | ----- | ----- | ----- | ----- | - |
| 4 739 | 3 822 | 3 002 | 2 242 | 1 968 | - |